# 京こま
京こま（きょうこま、京独楽）は日本の独楽の一種。

## 形状・製法
一見見た目は通常「独楽」として販売されている物と同じだが、製法が全く異なる。通常の日本独楽は木を削りだして作成されるが、京こまは竹製の心棒に木綿製の幅広のヒモ（高級品では友禅や西陣織等の絹製の細長いテープ状の生地）を巻き付け、心棒を中心として平べったい円錐形の形になるように作成される。
このため、独楽の胴体部分にはヒモが作り出す独特の質感があり、また、心棒が他の日本独楽より相対的に長めに作られている（心棒が長いのは後述する回し方の影響もあると見られる）。

## 回し方
ベーゴマなど通常の日本独楽では胴に紐を巻き付けて回転を加える物が多いが、京こまは心棒に指で直接回転を加えるひねりゴマに分類される。

## 歴史
中国より伝来した独楽が宮中の遊びとして残ったものといわれ、女官が着物の端切れを竹の棒を芯にして巻き付け、独楽状にして室内で回して遊んでいたのが京こまの起源といわれる。その後、市中にもこの独楽が広まり、お座敷遊びの一つとして定着した。
昭和末期から日本全体で伝統的な正月遊びが薄れたが、京こまも例外ではなく、一時すべての製造者が廃業し断絶した。近年、最後の製造者の縁者によって製作が再開された。